# 默尔斯多夫 (莱茵兰-普法尔茨州)
默尔斯多夫是德国莱茵兰-普法尔茨州的一个市镇。总面积17.37平方公里，总人口623人，其中男性307人，女性316人（2011年12月31日），人口密度36人/平方公里。